# Al-Baida
Al-Baida (Arabisk: البيضاء El Beida) , er en af de større byer i det nordøstlige Libyen, med en befolkning på 250.000 indbyggere (2010). Den er hovedbyen i kommunen Al Jabal al Akhdar, og den næststørste by i det østlige Libyen .
32°45′N 21°44′Ø / 32.750°N 21.733°Ø
- Wikimedia Commons har flere filer relateret til Al-Baida